# Nereis torta
Nereis torta är en ringmaskart som beskrevs av Fauvel 1934. Nereis torta ingår i släktet Nereis och familjen Nereididae. Inga underarter finns listade i Catalogue of Life.